# Danny Dyer
Danny Dyer, né le 24 juillet 1977 à Canning Town, Royaume-Uni est un acteur et présentateur britannique. Il a présenté une émission sur le hooliganisme dans différents pays d'Europe.
De par son apparition dans la série télévisée EastEnders, son fort accent cockney et son dévouement pour le club de football de West Ham, il est l'un des plus célèbres représentants de la culture est-londonienne.

## Filmographie
- 1993 : Suspect numéro 1 (épisode : Le Réseau de la honte) (Prime Suspect 3) (TV) : Martin Fletcher
- 1995 : Loving (TV) : Bert
- 1995 : Loved Up (TV) : Billy
- 1996 : Heartstones (TV) : Tom
- 1999 : Human Traffic : Moff
- 1999 : La Tranchée (The Trench) : Lance Cpl. Victor Dell
- 2000 : Borstal Boy : Charlie Milwall
- 2000 : Jardinage à l'anglaise (Greenfingers) : Tony
- 2001 : Is Harry on the Boat? (TV) : Brad
- 2001 : Goodbye Charlie Bright : Francis
- 2001 : Rouge à lèvres et arme à feu (High Heels and Low Lifes) : Danny
- 2001 : Carton rouge (Mean Machine) : Billy the Limpet
- 2001 : Fallen Dreams : Gavin
- 2002 : Dead Casual (TV) : Wayne
- 2003 : Serious and Organised (série télévisée) : Darren Evans
- 2003 : Second Generation (TV) : Jack
- 2003 : Wasp : Dave
- 2004 : Free Speech : Mark
- 2004 : Family Business (série télévisée) : Yankie
- 2004 : The Football Factory de Nick Love : Tommy Johnson
- 2005 : The All Together : Dennis Earle
- 2005 : The Other Half : Mark
- 2005 : The Great Ecstasy of Robert Carmichael : Larry Haydn
- 2005 : The Business de Nick Love : Frankie
- 2006 : All in the Game (TV) : Martin
- 2006 : Severance : Steve
- 2007 : Outlaw : Gene Dekker
- 2007 - 2008 : Skins (série télévisée) : Malcolm
- 2007 : Traque sanglante (Straightheads), de Dan Reed : Adam
- 2008 : The Other half  : Mark
- 2008 : The All Together : Dennis Earle
- 2009 : Malice in Wonderland : Whitey
- 2009 : Dead man running : Bing
- 2009 : Doghouse : Neil
- 2010 : Basement : Gary
- 2010 : Devil's Playground (en) : Joe
- 2010 : Pimp de Robert Cavanah
- 2011 : Age of Heroes : Rains
- 2013 : Vendetta de Stephen Reynolds : Jimmy Vickers
- 2024 : Rivals (série télévisée) : Freddie Jones
- 2025 : Marching Powder de Nick Love : Jack

## Clip
Danny Dyer est le protagoniste du clip de la chanson Two Lovers du groupe anglais The Twang.

## Jeux vidéo
- 2002 : Grand Theft Auto: Vice City : Kent Paul
- 2004 : Grand Theft Auto: San Andreas : Kent Paul